# Hungrel Gewog
Hungrel (Dzongkha: ཧཱུྃ་རལ་), auch Hoongrel geschrieben, ist einer von zehn Gewogs (Blöcke) des Dzongkhags Paro im Westen Bhutans. 
Hungrel Gewog ist wiederum eingeteilt in fünf Chiwogs (Wahlkreise). Laut der Volkszählung von 2005 leben in diesem Gewog 2016 Menschen in 13 (nach der Zählung der Wahlkommission 16) Dörfern bzw. Weilern in 344 Haushalten.
Mit einer Fläche von 3,6 km² ist Hungrel der flächenmäßig kleinste Gewog im Distrikt Paro, in dessen Zentrum er liegt.
An staatlichen Einrichtungen gibt es neben der Gewog Verwaltung
eine medizinische Beratungsstelle (Outreach Clinic) 
sowie ein Büro zur Entwicklung erneuerbarer natürlicher Ressourcen (RNR, Renewable Natural Resource centre).
Zu den Schulen im Gewog zählt eine weiterführende Schule, eine Lower Secondary School.
Der Gewog ist vollständig vom Mobilfunknetz abgedeckt.
Trockenfeldbau ist die vorherrschende Anbauform, gefolgt von Nassfeldbau (wetland cultivation). Die wichtigsten Feldfrüchte sind Weizen und Reis, als Cash Crops werden Kartoffeln und Äpfel angebaut. Der Viehbestand besteht hauptsächlich aus heimischen Rinderarten. Molkereiprodukte werden vorwiegend für den Eigenbedarf erzeugt.
Insgesamt gibt es in diesem Gewog 11 buddhistische Tempel (Lakhangs),
die sich in Staats-, Gemeinde- oder Privatbesitz befinden.
| Chiwog                                  | Dörfer bzw. Weiler   |
| --------------------------------------- | -------------------- |
| Gaupel དགའུ་སྤལ་                          | Donagmo              |
| Gaupel དགའུ་སྤལ་                          | Nangshikha (Hungrel) |
| Gaupel དགའུ་སྤལ་                          | Drukgyeling          |
| Gaupel དགའུ་སྤལ་                          | Changsima            |
| Gaupel དགའུ་སྤལ་                          | Gaupel               |
| Hoongrelkha Jangsarbu ཧཱུྃ་རལ་ཁ་_བྱང་གསར་བུ་ | Hoongrelkha          |
| Hoongrelkha Jangsarbu ཧཱུྃ་རལ་ཁ་_བྱང་གསར་བུ་ | Changkhor            |
| Hoongrelkha Jangsarbu ཧཱུྃ་རལ་ཁ་_བྱང་གསར་བུ་ | Jangmedna            |
| Hoongrelkha Jangsarbu ཧཱུྃ་རལ་ཁ་_བྱང་གསར་བུ་ | Chukhozakha          |
| Hoongrelkha Jangsarbu ཧཱུྃ་རལ་ཁ་_བྱང་གསར་བུ་ | Nyangmedzampa        |
| Hoongrelkha Jangsarbu ཧཱུྃ་རལ་ཁ་_བྱང་གསར་བུ་ | Jangsarbu            |
| Loongchhungna ལུང་ཆུང་ན་                  | Loongchhungna        |
| Loongchhungna ལུང་ཆུང་ན་                  | Zori Goenpa          |
| Loongchhungna ལུང་ཆུང་ན་                  | Tshongdue            |
| Chhubjagkha ཆུ་བྱག་ཁ་                     | Chhubjagkha          |
| Goenkha དགོན་ཁ་                          | Goenkha              |